# Eleutherotheca
Eleutherotheca is een geslacht van rechtvleugeligen uit de familie veldsprinkhanen (Acrididae). De wetenschappelijke naam van dit geslacht is voor het eerst geldig gepubliceerd in 1907 door Karny.

## Soorten
Het geslacht Eleutherotheca omvat de volgende soorten:
- Eleutherotheca brachycera Uvarov, 1953
- Eleutherotheca concolor Karny, 1907
- Eleutherotheca fungosa Bolívar, 1889
- Eleutherotheca grossa Bolívar, 1889
- Eleutherotheca quadripunctata Ramme, 1929